# Langschnabelgerygone
Die Langschnabelgerygone (Gerygone albofrontata) ist eine Singvogelart aus der Familie der Südseegrasmücken (Acanthizidae). Sie kommt endemisch auf den Chathaminseln vor. Auf dem neuseeländischen Festland lebt als nächste Verwandte die Maorigerygone (Gerygone igata). Die Langschnabelgerygone ist größer und weist einen deutlichen Geschlechtsdimorphismus auf sowie ein besonderes Gefieder der juvenilen Exemplare. Beide Gerygone-Arten wurden 1845 von G. R. Gray entdeckt und beschrieben. Sie sind die beiden einzigen Mitglieder der australasischen Familie Südseegrasmücken im Gebiet von Neuseeland.

## Merkmale

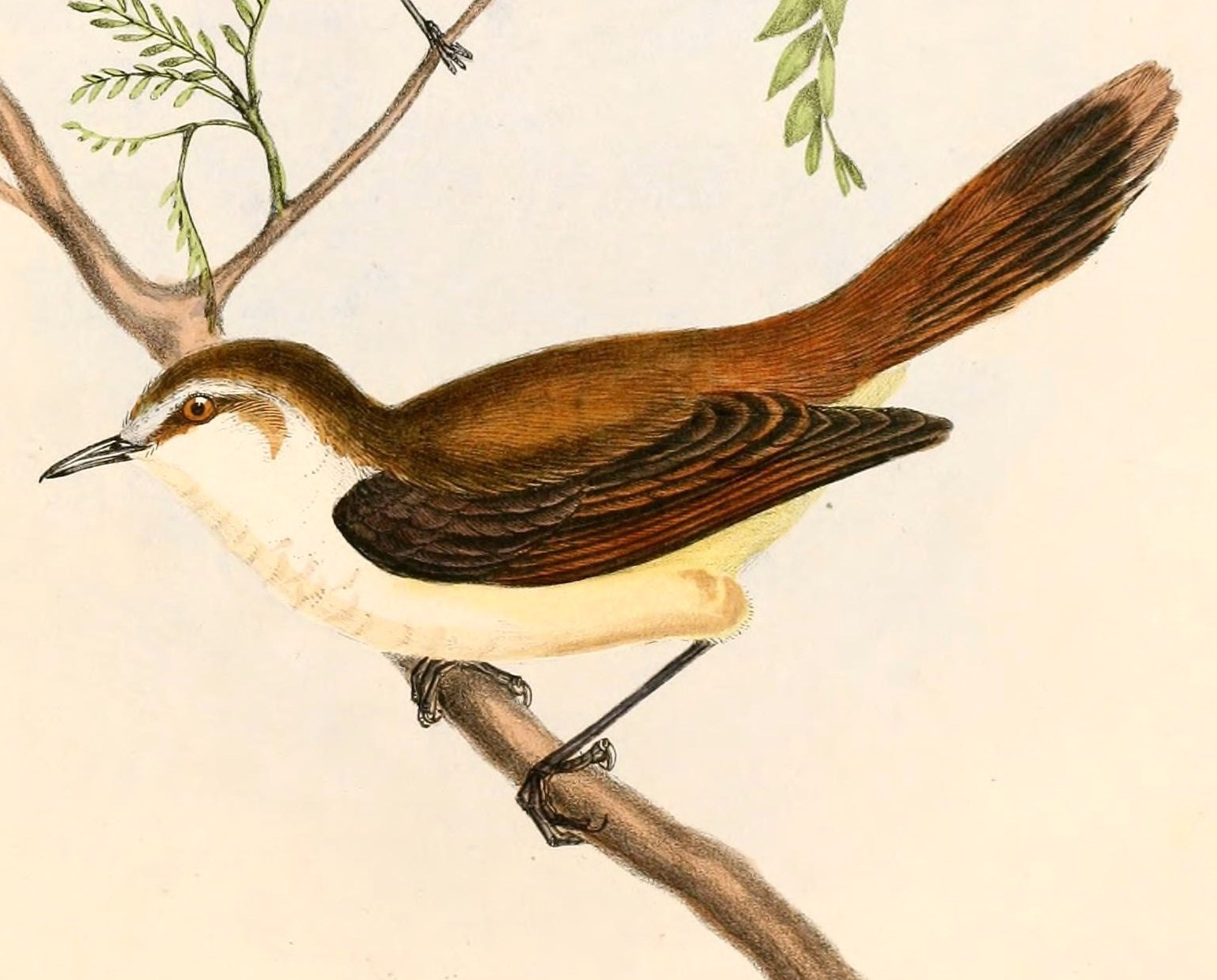
Langschnabelgerygone, Illustration

Kopf und Rücken der Langschnabelgerygone sind olivbraun. Die Unterseite ist schmutzig weiß, die Flanken und der Unterschwanz fahlgelb. Vorderkopf, Augenbrauen, Kehle und Unterseite der Männchen sind auffällig weiß. Den Weibchen fehlen diese Merkmale, dafür sind sie auf der Unterseite dunkler und haben gelbe Augenbrauen, Wangen und Kehlen. Die erwachsenen Tiere haben rote Augen. Jungtiere sind in der Befiederung den Weibchen ähnlich und haben darüber hinaus braune Augen.
Die Tiere sind im ausgewachsenen Zustand ca. 12 cm lang; die Männchen sind etwas fülliger als die Weibchen. Sie erreichen durchschnittlich 10 g beziehungsweise 8,5 g Gewicht.
Der Gesang der Langschnabelgerygone ist zart und strophenreich. Er ist vergleichbar mit dem Gesang von Maorigerygonen, ist aber nicht so voll ausgebildet. Ein wiederkehrender Einsatz ist eine Phrase mit 4 sich wiederholenden Tönen, die im Verlauf des Gesanges oft wiederholt wird. Es heißt, dass die Māori diese Melodie als Zeichen sahen, wann die Zeit zum Pflanzen gekommen sei.

## Verbreitung

Verbreitungsgebiet der Langschnabelgerygone (grün) auf den Chathaminseln

Die Vögel leben in den Wäldern der Chathaminseln. Sie sind vor allem im Süden der Hauptinsel verbreitet, kommen aber auch auf den umliegenden Inseln, wie Pitt Island, Little Mangere Island, Star Keys und Rangatira vor. Habitat-Verlust und eingeführte Ratten und Katzen werden dafür verantwortlich gemacht, dass sie im Norden der Hauptinsel nicht vorkommen.

## Ökologie und Verhalten
Die Vögel ernähren sich von kleinen Insekten. Sie sind zur Futtersuche ständig in den Baumkronen und Büschen unterwegs und suchen ihre Nahrung auf Blättern und Zweigen. Gelegentlich durchsuchen sie auch abgefallenes Laub. Im Gegensatz zur Maorigerygone fangen sie keine Insekten im Flug.
Gelegentlich kommt es zu Brutparasitismus durch Glanzbronzekuckucke (Chrysococcyx lucidus). Sobald das Kuckucksküken geschlüpft ist, wirft es alle anderen Eier aus dem Nest und lässt sich von den Zieheltern aufziehen.
Brutverhalten
Die Langschnabelgerygone legt einzelne Nester an und verteidigt das umliegende Territorium gegen Konkurrenten. Konflikte werden hauptsächlich von den Männchen ausgetragen, und es kommt gelegentlich zu längeren Verfolgungsjagden, jedoch nie zu ernsten Kämpfen. Die Gerygonen sind monogam und man hat beobachtet, dass die Brutterritorien bis zu drei Jahre lang verteidigt werden.
Die Brutzeit verschiebt sich jedes Jahr, erstreckt sich aber im Allgemeinen über die Zeit von September bis Januar. Das Nest ist, ähnlich wie das Nest der Verwandten auf Neuseeland, birnenförmig mit einem seitlichen Eingang nahe der Spitze. Der Standort der Nester ist je nach Insel unterschiedlich. Auf der Hauptinsel hängen sie offen oder in Lücken in der Vegetation, auf den kleineren Inseln sind sie eher in dichtem Laubwerk zu finden. Das Nest wird allein vom Weibchen aus Gras, Blättern, Wurzeln und Moos gebaut, die mit Spinnenweben zusammengehalten werden. Das Nest kann sich zwischen 50 cm und 7,5 m über dem Boden befinden und ist mit Federn und anderem weichen Material ausgekleidet. Es ist oben an einem Zweig befestigt, wird aber oft an der Rückseite oder den Seiten zusätzlich befestigt. Das Männchen ist auch am Brutgeschäft nicht beteiligt, füttert aber mit die Jungen. Die 3 bis 7 Eier werden in Abständen von 2 Tagen gelegt; sie sind schmutzig weiß mit kleinen rotbraunen Flecken. Sie wiegen 1,5 Gramm und sind etwa 17 mm lang und 12 mm breit. Die Brutzeit beträgt 19 Tage; die Jungtiere verbringen weitere 15 bis 19 Tage im Nest. Die Vögel haben einen Bruterfolg von 87 %. Das ist deutlich höher als der Bruterfolg der Maorigerygone.

## Gefährdung und Schutz
Die Art wird auf der Roten Liste der IUCN als „least concern“ eingestuft. Die Größe der Gesamtpopulation ist unbekannt, es wird aber vermutet, dass sie zurückgeht. Eingeschleppte Ratten und Hauskatzen sowie die Lebensraumzerstörung haben einen Rückgang des Bestandes auf Chatham Island verursacht.